# Enrique Geenzier
Juan Enrique Geenzier (Chitré, Herrera, 12 de julio de 1887 - Colón, 21 de septiembre de 1943) fue un escritor, político y diplomático panameño autodidacta.

## Biografía
En 1916, obtuvo el premio Flor Natural en los Juegos Florales. Geenzier dirigió la revista literaria Esto y Aquello. Se desempeñó como diplomático en Costa Rica, Nueva York y Venezuela. También fue secretario de Relaciones Exteriores y gobernador de Colón. Aunque algo de romanticismo es evidente en la poesía de Geenzier, su impulso predominante es el modernismo; su sentimentalismo es a menudo algo irónico. Demetrio Korsi escribió sobre Geenzier en su Antología de Panamá: "En sus momentos de verdadera inspiración, es simplemente exquisito".